# Virsli

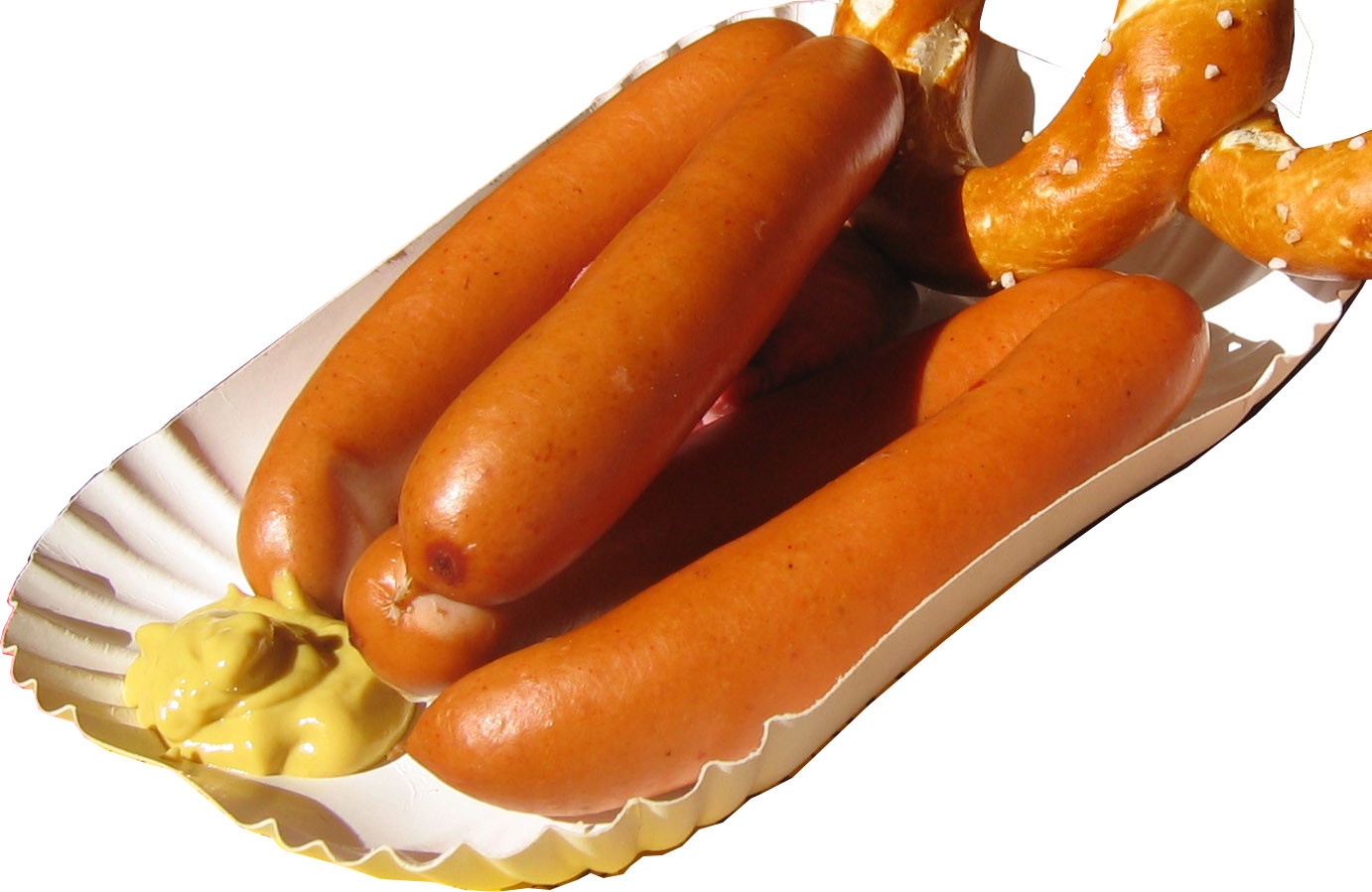
Frankfurti virsli pereccel

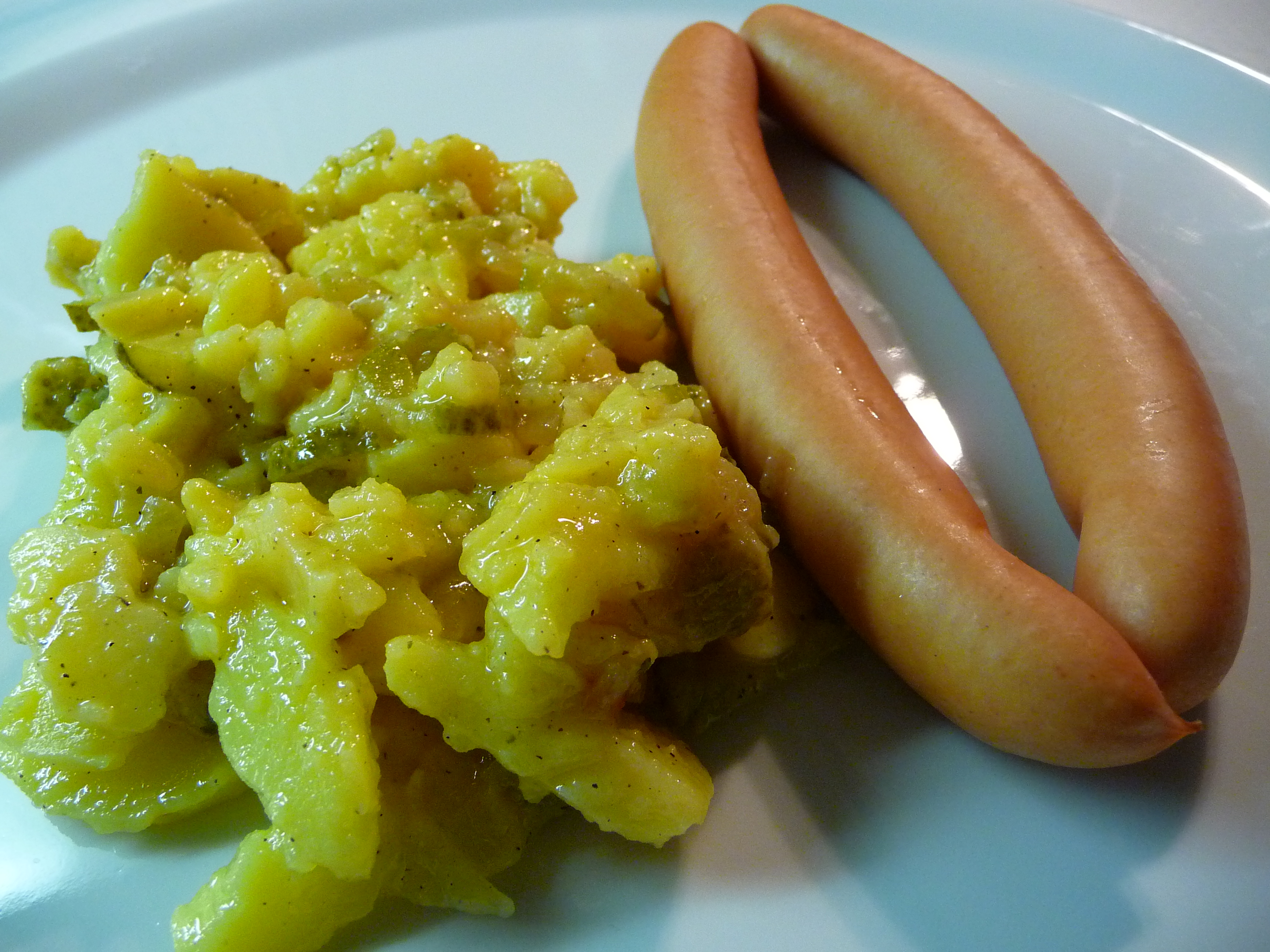
Bécsi virsli (Wiener Würstchen) burgonyasalátával

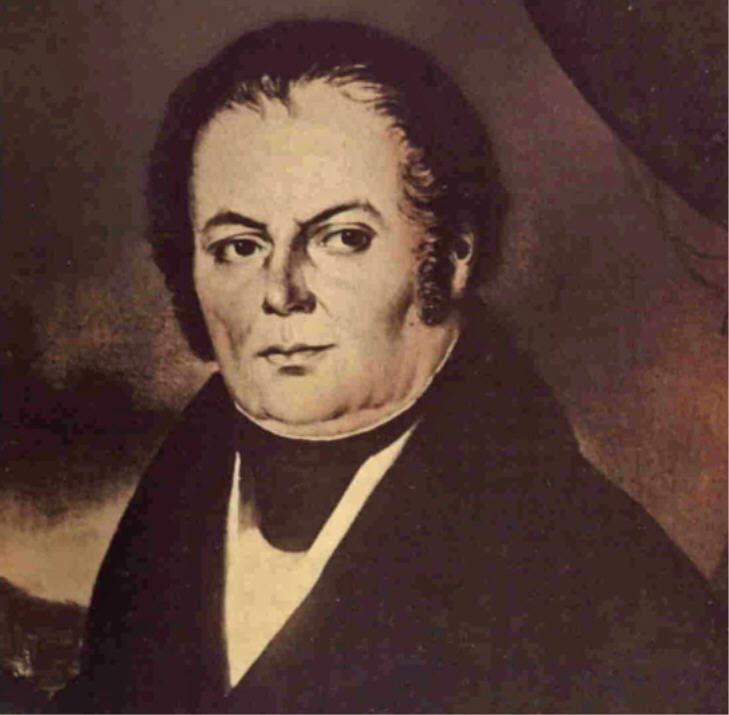
Johann Georg Lahner, egy bécsi hentes készített először virslit, aki a hentesmesterséget Svábföldön, Frankfurtban tanulta

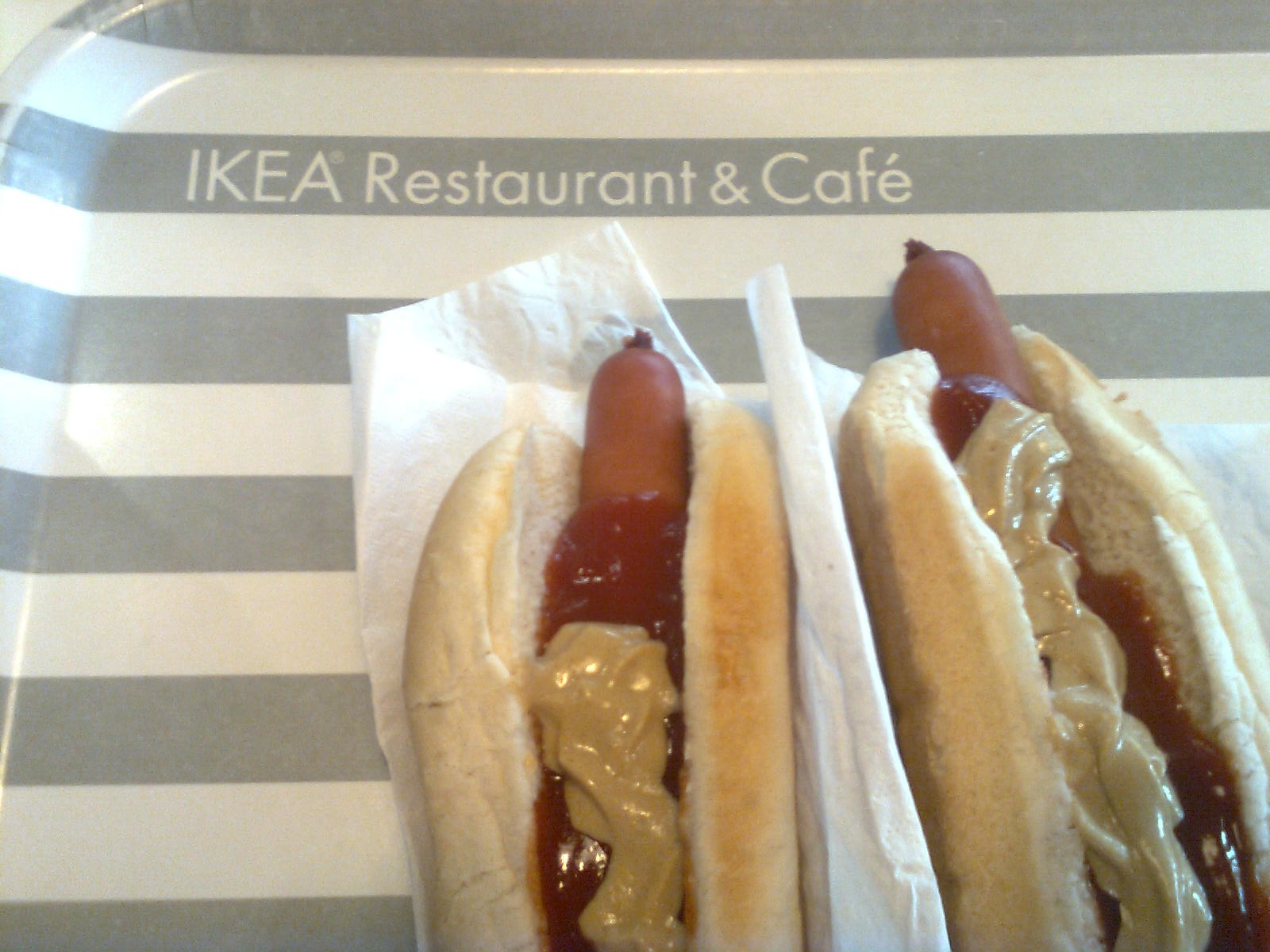
Virsli két egyszerű Hot dog-ban

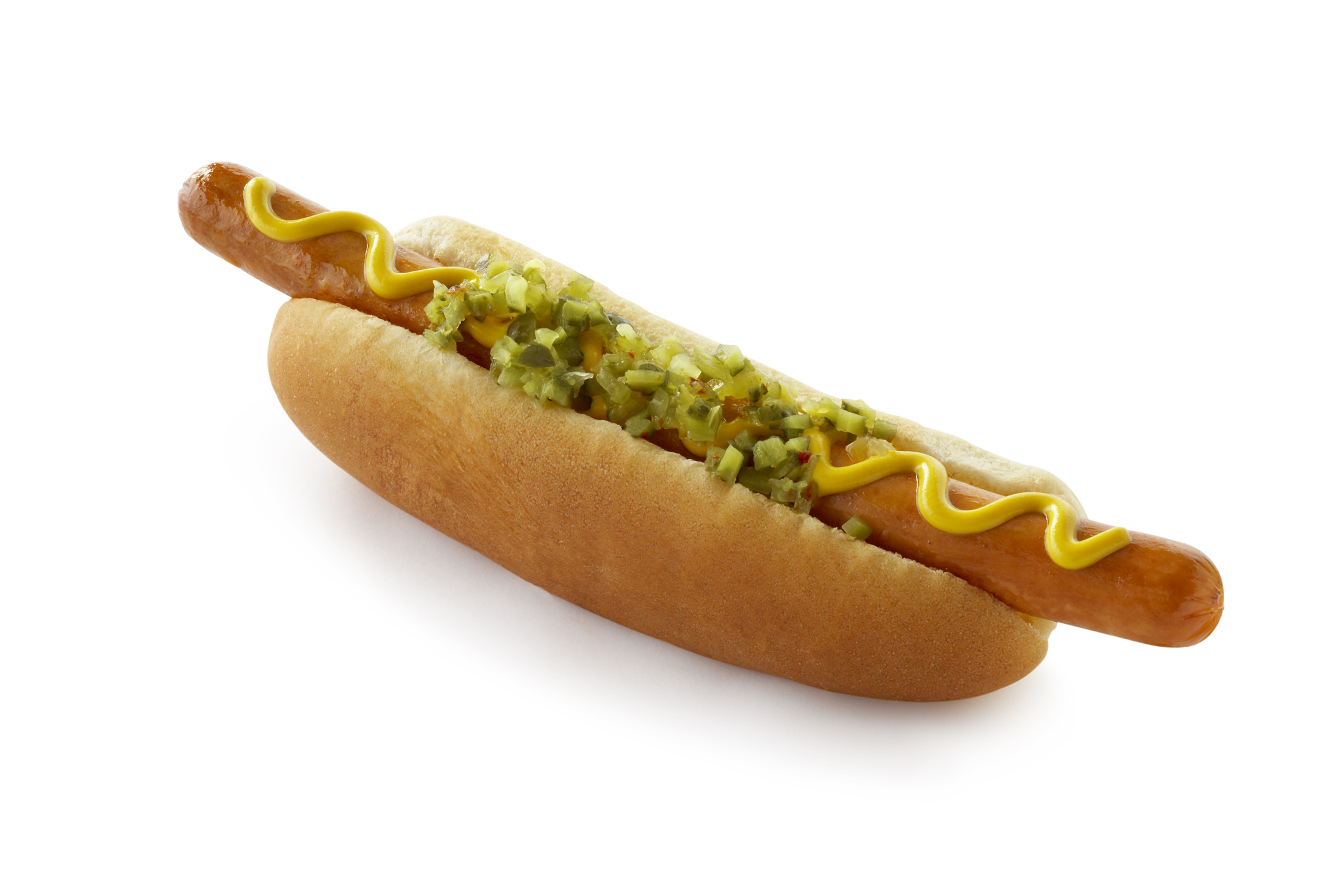
Virsli a világhírű Dodger Dog-ban

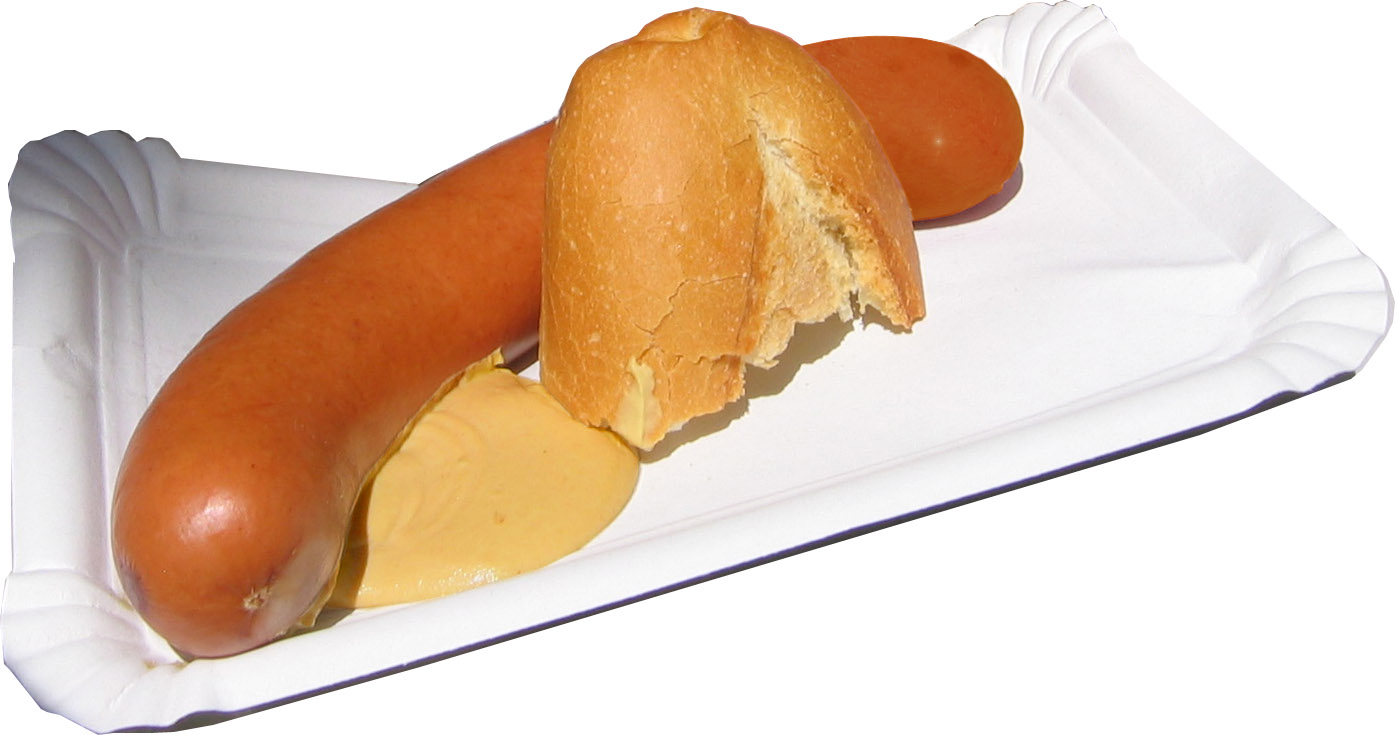
Virsli mustárral és zsemlevéggel papírtálcán

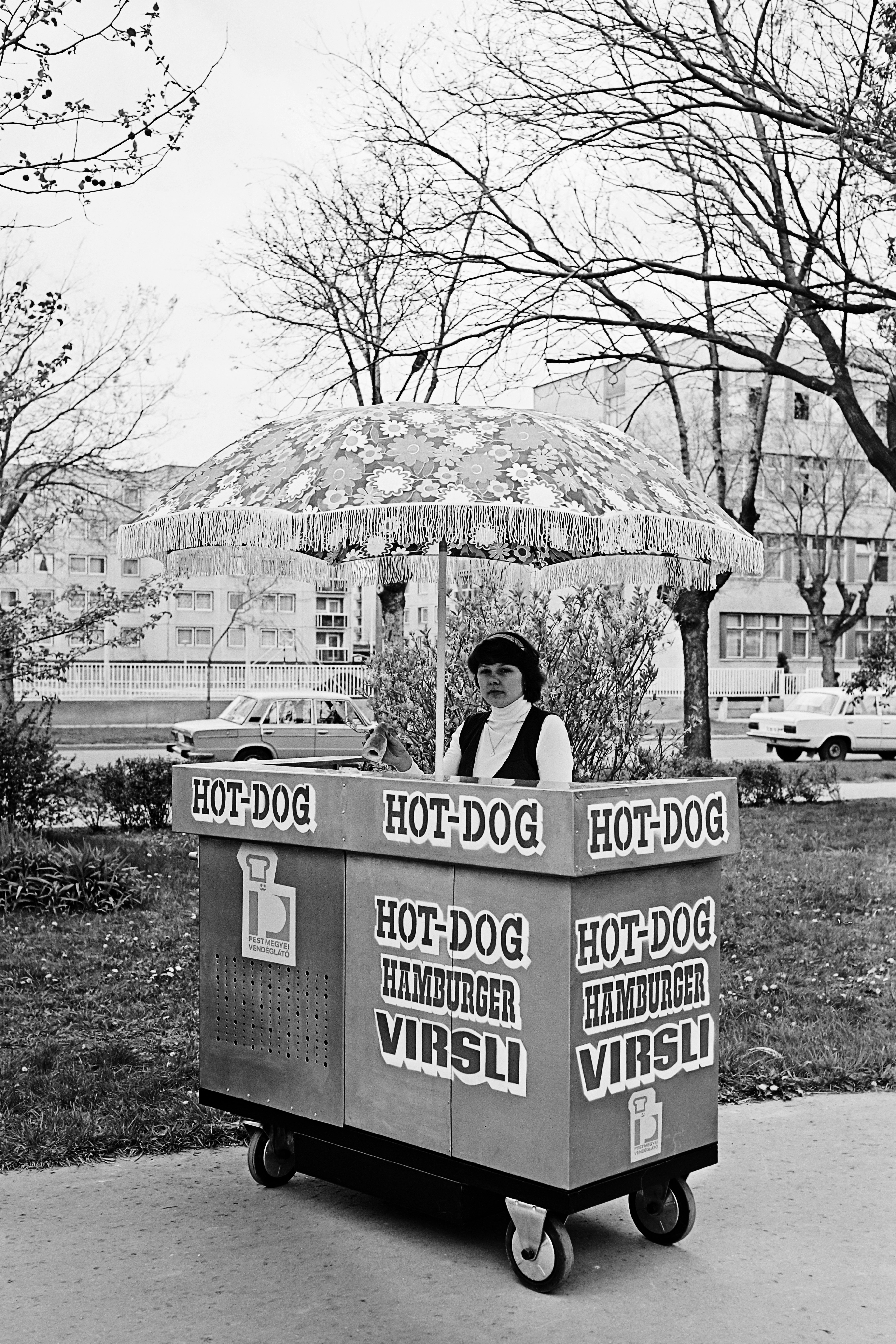
Utcai virsliárus (1979)

A virsli a vörösáruk csoportjába tartozó, pépesítéssel készülő húskészítmény.
A hagyományos (jó minőségű) virsli alapanyaga 40% marhacomb, 35% sertésszalonna, 20% jég, emellett fűszereket tartalmaz, ezeket az alapanyagokat a krémességig pépesítik a jéggel, amit fokozatosan adagolnak, majd a prádnak nevezett húspépet bélbe töltik (többnyire juh vékonybélbe,  emészthető, fehérje vagy cellulóz alapú mesterséges bélbe), főzik és esetleg füstölik. A pépesítésnek köszönhetően a végtermék egységes szerkezetű és színű.
Legfeljebb 30 mm átmérőjű, természetes, vagy műbélbe töltött húspépet tartalmazó, főzéssel hőkezelt, füstölt, (vízgőzzáró műbélbe töltött termék esetén) füstöletlen, vagy füst ízesítésű homogén metszéslapú készítmény. A hústartalom a késztermékre vonatkoztatva legalább 40%.
Az élelmiszeriparban számos egyszerűsítő eljárást használnak, mivel az élelmiszerkönyv nagyon laza követelményeket támaszt a virslivel szemben: hús helyett mechanikailag szeparált húst használnak, amelynek nagyobb a víztartalma, az előírt fehérjetartalmat szójafehérje, vérplazma hozzáadásával növelhetik, fűszerek helyett fűszerkivonatokat vagy fűszeraromát használnak, az alacsony hústartalom miatt a színezéshez nitrites vért vagy egyéb színezékeket, a húsíz fokozására glutamátot, ribonukleotid-származékokat és egyéb ízfokozókat használnak, bél helyett műanyagba töltik, ami a füstölést nem teszi lehetővé, ezért azt esetenként a péphez adott füstaromával imitálják. Ilyen például a Pick védjeggyel ellátott virsli, amelynek összetétele: sertéshús (47%), víz, sertésszalonna, sertésín, szójafehérje, sertésbőrke, jódozott nitrites só (étkezési só, kálium-jodát), burgonyakeményítő, stabilizátor (E 450), cukor, antioxidáns (E 316), ízfokozó (E 621), fűszerek, aromák, füstaroma, dextróz, tartósítószer (E 250).

## Története
Egyik jellemző húskészítmény a frankfurter, amelyet egy Johann Georg Lahner nevű hentes készített először 1805. október 15-én. Kétféle húsból, marha és disznóhúsból egy masszát kevert össze. A kétféle darálthúsból készített masszához aztán sót, fűszereket kevert és meghatározott mennyiségű vizet adott. Az így megalkotott krémes jellegű pasztát kézi töltővel juhbélbe töltötte, majd enyhén megfüstölte.
Ezután a Majna partjáról indult világhódító útjára a báránybélbe töltött, előzőleg megfőzött és pépesített húsrudacska, amelyet a magyar nyelv virsli (würstchen), amit Észak-Amerikában, de még Bécsben is, gyakran csak frankfurter néven ismer. A helyi eredetvédettséget élvező frankfurti virslit füsttel tartósítják és főzés helyett csak melegítést igényel. A Kárpát-medencében frankfurti leves néven ismert a szeletelt virslivel dúsított káposztaleves.

## Fogyasztása Magyarországon
– Tessék parancsolni – mondta az öreg pincér ugyancsak azon a fontoskodó nyelven, amelyen pincérek, borbélyok, fiákerosok és hotelportások beszélnek, hogy kellő tekintélyt szerezzenek a maguk kevés szavú mesterségének.
– Friss ez a virsli? – kérdezte a vendég, aki ugyancsak nem látszott mai gyereknek, tudni látszott azokat a szertartásokat, amelyekkel fokozhatná amúgy is kedvesen jött délelőtti étvágyát. (A délelőtti étvágyról az életnek semmiféle rendelkezése nem szoktatja le az emberiséget, hiába okoskodnak az iskolákban és hivatalokban.) – Friss ez a virsli?
– Magam láttam, amikor a henteslegény a szatyrába hozta! – felelte az öreg pincér hivatalosan, szavahihetőséggel, mintha egy turistakalauz biztatná az utazót az induláshoz. – Mi huszonnégy pár virslit és huszonnégy pár szafaládét rendelünk mindennap a hentesnél. Ha a virsli elfogy, jön a szafaládé. Nálunk vannak olyan vendégek is, akik harminc esztendeje ide járnak gábelfrustukra.
“Gábelfrustuk!” Mily ünnepélyességgel ejtette ki ezt a szót az öreg pincér - mintha életének legkedvesebb, szinte ifjonci emlékei fűződnének ehhez a szóhoz. 
…
A melegen, párban, papírtálcán, mustárral vagy tormával felszolgált virsli évtizedeken keresztül elengedhetetlen kelléke volt a vásároknak, majálisoknak, a május 1-jei felvonulásnak, a pályaudvarok, a strand, vidámpark és állatkert hangulatának, szinte minden hentesüzletben kapható volt. Utcai fogyasztása mára kissé visszaszorult.
Otthoni fogyasztása történhet önállóan, főtt vagy sült változata főzelékek feltétje, egyes levesekbe (pld. bab, káposzta, lencse) egyben vagy felkarikázva belefőzhető. Tükörtojás, rántotta, lecsó lehetséges összetevője, hidegen különféle majonézes saláták gyakori hozzávalója. Hagyományos szilveszteri étel.
Az ipari baromfi virsli alapanyagának különlegessége az, hogy a paszta-szerű virslitölteléket úgy állítják elő, hogy a csontokat és szöveteket egy szitaszerű eszközön nagy nyomás alatt átnyomják és így elkülönítik a csontokat az élelmezési célra alkalmas hússzövetektől.
Magyarországon az 1980-as évek során jött divatba az eredetivel csak távoli rokonságot mutató hot dog, ami nálunk egy keresztben félbevágott, egy vastag rúdra rászúrva átmelegített, majd mustár vagy ketchup kíséretében forró virslivel töltött, főként utcán fogyasztott ételféleség.